# Jesús Ernesto Adams Ruiz
Jesús Ernesto Adams Ruiz (Tijuana, 1954) es un escritor, poeta y bibliotecólogo mexicano.

## Biografía
Nació en Tijuana, Baja California, en 1954. Estudió economía en la Universidad Autónoma de Baja California Sur (UABCS). Posteriormente realizó una maestría en biblioteconomía y ciencias de la información.
En 2014, fue designado coordinador de las Redes de Bibliotecas en Baja California Sur. Así mismo se desempeña como editor de la revista Ahora.
Dentro de su labor literario, es autor de autor de diversos libros de poesía y parte de su obra se encuentra en múltiples antologías. Entre sus publicaciones destacadas se encuentra: Turnera aphrodisiaca (1994), El mar es un desierto: poetas de la frontera norte 1950-1970 (1999), y Animales reales e imaginarios de Sudcalifornia (2017).

## Publicaciones seleccionadas

### Antologías
- Cuéllar, Margarito (1999). El mar es un desierto : poetas de la frontera norte 1950-1970. Monterrey, Nuevo León: Universidad Autónoma de Nuevo León / Consejo Nacional para la Cultura y las Artes / Fondo Nacional para la Cultura y las Artes. ISBN 9789687808642.
- Adams Ruíz, Jesús Ernesto (La Paz, Baja California Sur). Animales reales e imaginarios de Sudcalifornia. 2017: Instituto Sudcaliforniano de Cultura. ISBN 9786078478453.

### Poesía
- Adams Ruiz, Jesús Ernesto (1994). Turnera aphrodisiaca. La Paz, Baja California Sur: Universidad Autónoma de Baja California Sur.